# Naija Ratels Football Club
Le Naija Ratels FC est un club féminin de football nigérian basé à Abuja.

## Histoire
Les Naija Ratels évoluent en deuxième division à partir de 2021, après avoir acquis la place des Invincible Angels. À la fin de la saison, le club obtient sa promotion en première division. Dès sa première saison dans l'élite, le club termine troisième de son groupe et se qualifie pour la phase finale.
En 2023, les Naija Ratels recrutent la capitaine des Super Falcons, Onome Ebi.
Les Naija Ratels atteignent pour la première fois la finale de la coupe du Nigeria en 2024, mais perdent 1-0 face aux Rivers Angels.